# Maria de Mèdici (regent de França)
Maria de Mèdici (26 d'abril de 1575, Florència, ducat de Florència-4 de juliol de 1642, Colònia, Sacre Imperi Romanogermànic) fou reina consort de França i Navarra (1600 - 1610) i regent de França (1610 - 1617).

## Genealogia
Era filla del duc Francesc I de Mèdici i Joana d'Habsburg, neta per línia paterna de Cosme I de Mèdici i Elionor Alvárez de Toledo, i per línia materna de l'emperador Ferran I d'Habsburg i Anna I d'Hongria.
El 17 de desembre de 1600 es casà a Lió amb el rei Enric IV de França, del qual va esdevenir la segona esposa. D'aquest matrimoni nasqueren:
- el príncep Lluís XIII de França (1601 - 1643), rei de França
- la princesa Isabel de Borbó (1602 - 1644), casada el 1615 amb Felip IV de Castella
- la princesa Cristina de França (1606 - 1663), casada el 1619 amb Víctor Amadeu I de Savoia
- el príncep Nicolau-Enric de França (1607 - 1611)
- el príncep Gastó d'Orleans (1608 - 1660), duc d'Orleans
- la princesa Enriqueta de França (1609 - 1669), casada el 1625 amb Carles I d'Anglaterra

## Regent de França

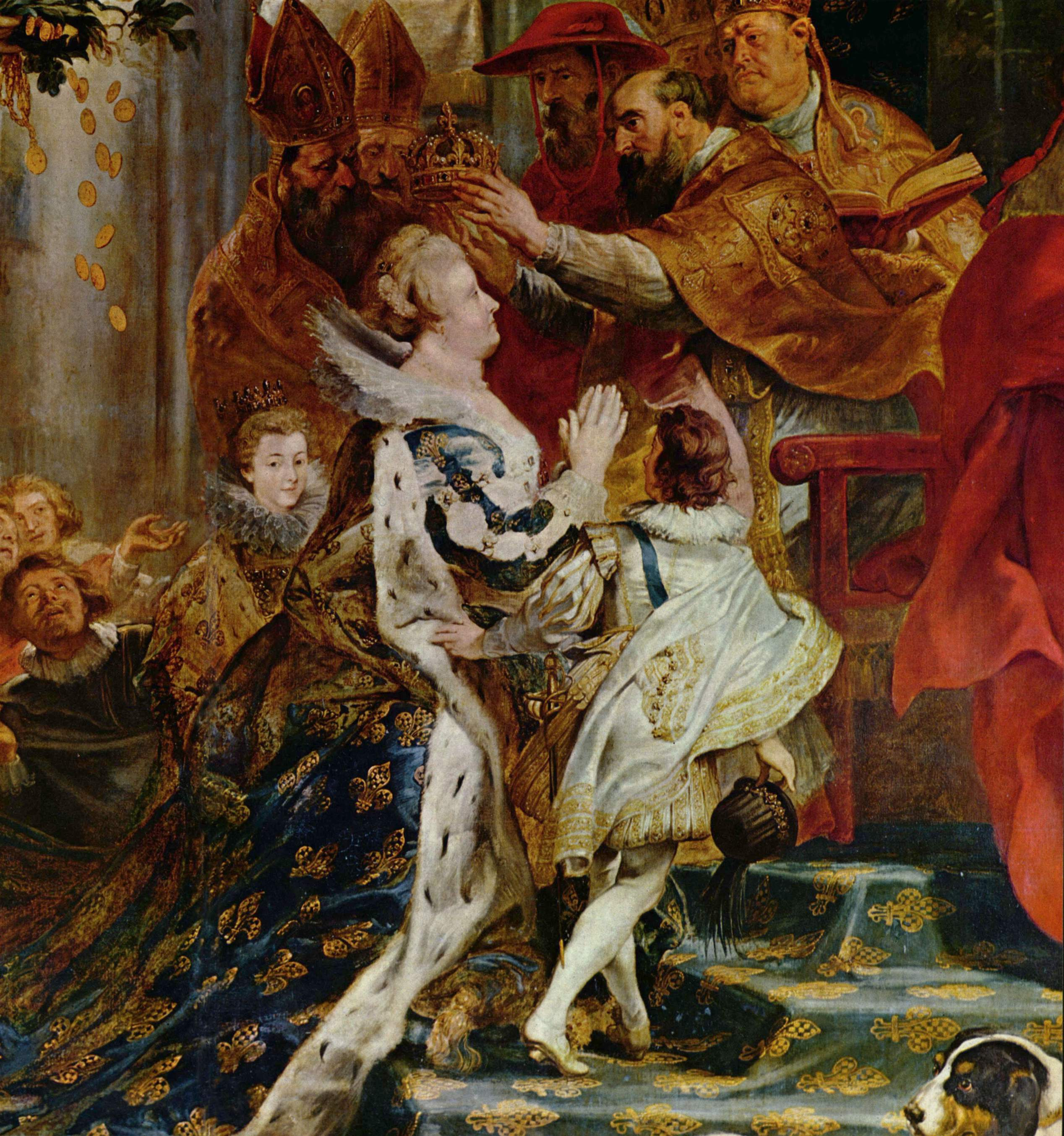
Coronació de Maria de Mèdici, realitzat per Peter Paul Rubens

Hores després de l'assassinat d'Enric IV el 1610, el Parlament de París la va confirmar com a regent. En aquest càrrec no fou gaire brillant i caigué ràpidament en la influència del seu favorit italià, Concino Concini. Amb la regent i el favorit els catòlics esperaven forçar la supressió del protestantisme a França.
Buscà una aliança amb els Habsburg hispans: trencà així la tradicional lluita anti-Habsburg francesa. El 1614 arreglà el matrimoni del seu fill amb la infanta castellana i catòlica Anna d'Espanya, filla del rei Felip III de Castella, així com el de la seva filla Isabel de Borbó amb el rei Felip IV de Castella.
El 1614 Maria patí la revolta dels principals nobles francesos, que volgueren aprofitar-se de la debilitat de la regent per aconseguir recuperar el poder que havien anant perdent (i que perdrien posteriorment del tot) amb l'ascens de la monarquia absolutista. Els Estats Generals hagueren de ser convocats per solucionar el conflicte, en l'última ocasió que hagueren de solucionar un conflicte abans de la Revolució francesa.
El 1617 el seu fill aconseguí la majoria d'edat i Maria de Mèdici fou exiliada i reclosa al castell de Blois. Aconseguí escapar-se'n el 1619 i s'alià amb el seu fill petit Gastó d'Orleans contra el rei. Derrotats finalment, aconseguí el perdó reial gràcies a la mediació del cardenal Richelieu. Finalment, aconseguí mantenir una cort a Angers, tot i que posteriorment viatjà fins a Amsterdam, Brussel·les i Colònia.
Maria de Mèdici morí a Colònia i fou enterrada a París a la catedral de Saint-Denis al costat del seu espòs.